# Oleiros (Guimarães)
Oleiros é uma povoação portuguesa do Município de Guimarães que foi sede da extinta Freguesia de Oleiros, freguesia que tinha 3,31 km² de área e 462 habitantes (2011), e, por isso, uma densidade populacional de 139,6 hab/km².
A Freguesia de Oleiros foi extinta em 2013, no âmbito de uma reforma administrativa nacional, para, em conjunto com as Freguesias de Leitões e Figueiredo, formar uma nova freguesia denominada União das Freguesias de Leitões, Oleiros e Figueiredo com a sede em Leitões.

## População
| População da freguesia de Oleiros (1864 – 2011) | População da freguesia de Oleiros (1864 – 2011) | População da freguesia de Oleiros (1864 – 2011) | População da freguesia de Oleiros (1864 – 2011) | População da freguesia de Oleiros (1864 – 2011) | População da freguesia de Oleiros (1864 – 2011) | População da freguesia de Oleiros (1864 – 2011) | População da freguesia de Oleiros (1864 – 2011) | População da freguesia de Oleiros (1864 – 2011) | População da freguesia de Oleiros (1864 – 2011) | População da freguesia de Oleiros (1864 – 2011) | População da freguesia de Oleiros (1864 – 2011) | População da freguesia de Oleiros (1864 – 2011) | População da freguesia de Oleiros (1864 – 2011) | População da freguesia de Oleiros (1864 – 2011) |
| ----------------------------------------------- | ----------------------------------------------- | ----------------------------------------------- | ----------------------------------------------- | ----------------------------------------------- | ----------------------------------------------- | ----------------------------------------------- | ----------------------------------------------- | ----------------------------------------------- | ----------------------------------------------- | ----------------------------------------------- | ----------------------------------------------- | ----------------------------------------------- | ----------------------------------------------- | ----------------------------------------------- |
| 1864                                            | 1878                                            | 1890                                            | 1900                                            | 1911                                            | 1920                                            | 1930                                            | 1940                                            | 1950                                            | 1960                                            | 1970                                            | 1981                                            | 1991                                            | 2001                                            | 2011                                            |
| 332                                             | 347                                             | 405                                             | 380                                             | 348                                             | 364                                             | 452                                             | 328                                             | 458                                             | 481                                             | 531                                             | 527                                             | 449                                             | 510                                             | 462                                             |